# La Fleur de l'âge (film, 1965)
Pour les articles homonymes, voir La Fleur de l'âge et Rapture.
Pour plus de détails, voir Fiche technique et Distribution.
La Fleur de l'âge (Rapture) est un thriller psychologique franco-américain réalisé en 1965 par John Guillermin, inspiré du roman Rapture in my Rags de Phyllis Hastings.

## Synopsis
Agnès, son père et leur domestique Karen, se lient d'amitié avec Joseph, un détenu évadé qui s'est réfugié dans leur ferme sur la côte bretonne. Agnès tombe tout de suite sous le charme de cet homme qu'elle croit être l'incarnation de l'épouvantail du jardin, qu'elle avait elle-même conçue. Mais Karen semble le séduire, et bientôt plus rien ne va...

## Fiche technique
- Titre : La fleur de l'âge
- Titre original : Rapture
- Réalisation : John Guillermin
- Scénario : Stanley Mann, Ennio Flaiano d'après le roman Rapture in my Rags de Phyllis Hastings.
- Production : Christian Ferry
- Société de production : Panoramic Productions
- Société de distribution : Twentieth Century Fox Film Corporation
- Image : Marcel Grignon
- Direction artistique : Jean André
- Montage : Max Benedict
- Son : Jo de Bretagne, Gordon McCallum et Peter Thornton
- Musique : Georges Delerue
- Durée : 104 minutes
- Sortie en salle : 23 août 1965 (États-Unis), 7 mai 1966 (France)

## Distribution
- Patricia Gozzi : Agnès Larbaud, une adolescente instable et solitaire
- Melvyn Douglas : Frederick Larbaud, un juge à la retraite, son père aigri et dominateur
- Dean Stockwell : Joseph, un jeune homme en fuite
- Gunnel Lindblom : Karen
- Leslie Sands : le premier gendarme
- Murray Evans : le jeune gendarme

## Autour du film
- Le film a en grande partie été tourné dans les Côtes-d'Armor, en Bretagne. La production a reconstitué un vieux manoir sur les hauteurs de la plage de Guenn à Erquy[1].